# Liste der Bundesversammlungen von Bündnis 90/Die Grünen

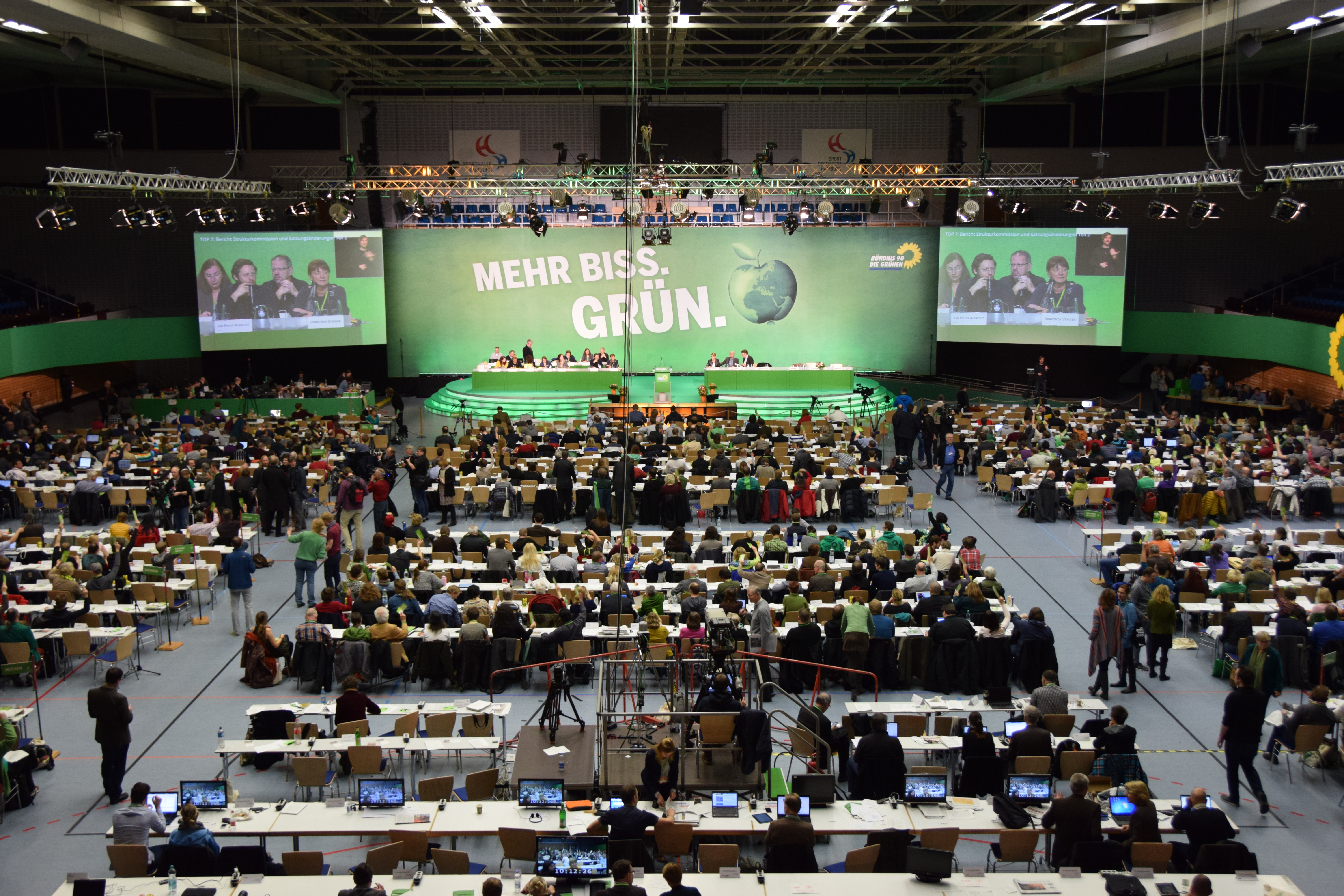
Bundesdelegiertenkonferenz Hamburg 2014

Die Bundesdelegiertenkonferenz (BDK) oder Bundesversammlung ist das oberste Beschlussorgan der Partei Bündnis 90/Die Grünen (bis zur Vereinigung mit dem Bündnis 90 1993 Die Grünen) und entspricht dem Bundesparteitag anderer Parteien. Die offizielle Bezeichnung des Bundesparteitages ist laut Satzung Bundesversammlung, im allgemeinen Sprachgebrauch ist aber der Terminus Bundesdelegiertenkonferenz üblich. Auf ihr wählen die Delegierten den Bundesvorstand, die Kandidaten der Europawahlliste, die Mitglieder des Parteirats, des Bundesschiedsgerichts sowie die Bundesrechnungsprüfer und entscheiden über Programm und Satzung.
Die Bundesdelegiertenkonferenz findet mindestens einmal im Jahr statt. Jeder Kreisverband entsendet abhängig von seiner Größe mindestens einen Delegierten auf die Bundesversammlung. Bei der Vereinigung der Grünen mit dem Bündnis 90 wurden den ostdeutschen Landesverbänden Sonderrechte eingeräumt. So stehen diesen etwa 110 der 820 Delegiertenplätze zu.

## Liste der Bundesversammlungen
| Nr.               | Datum                           | Ort               | Wichtige Beschlüsse, Vorstandswahlen, Besonderheiten |
| ----------------- | ------------------------------- | ----------------- | --- |
| 1.                | 14.–16. Mai 1993                | Leipzig           | Vereinigungsparteitag von Grünen und Bündnis 90, Inkraftsetzung des Assoziationsvertrages zwischen Bündnis 90 und Die Grünen nach erfolgreicher Urabstimmung in beiden Parteien; Vorstandswahl: Marianne Birthler, Ludger Volmer |
| außer- ordentlich | 9. Oktober 1993                 | Bonn              | Debatte über den Einsatz militärischer Mittel und politische Forderungen der Grünen angesichts des Krieges im ehemaligen Jugoslawien |
| 2.                | 12.–14. November 1993           | Aachen            | Änderung Frauenstatut; Listenaufstellung zur Europawahl am 12. Juni 1994 mit den Spitzenkandidaten, Claudia Roth, Wolfgang Ullmann, Hiltrud Breyer, Frieder Otto Wolf, Elisabeth Schroedter, Friedrich-Wilhelm Graefe zu Baringdorf, Undine von Blottnitz, Daniel Cohn-Bendit, Birgit Cramon Daiber, Wolfgang Kreissl-Dörfler                            |
| 3.                | 25.–27. Februar 1994            | Mannheim          | Wahlprogramm zur Bundestagswahl 1994; Anerkennung Grün-Alternatives Jugendbündnis (GAJB) |
| 4.                | 5. November 1994                | Köln              | Debatte um eine Modifizierung der Trennung von Amt und Mandat, die Trennung wird beibehalten und ergänzt um Mitglieder einer Regierung oder der Europäischen Kommission; Aufnahme Frauenstatut in die Satzung |
| 5.                | 3.–4. Dezember 1994             | Potsdam           | Beschluss zum Umzug der Bundesgeschäftsstelle von Haus Wittgenstein nach Bonn; Vorstandswahl: Krista Sager, Jürgen Trittin |
| 6.                | 1.–3. Dezember 1995             | Bremen            | Einrichtung eines Bundesausbildungsförderungsfonds (BAFF); Beschluss zum Hauskauf und zum Umzug der Bundesgeschäftsstelle von Bonn nach Berlin |
| 7.                | 1.–3. März 1996                 | Mainz             | Beschlüsse zur Strukturreform und zur Strukturhilfe Ost |
| 8.                | 29. November – 1. Dezember 1996 | Suhl              | Vorstandswahl: Gunda Röstel, Jürgen Trittin |
| 9.                | 15. November 1997               | Kassel            | |
| 10.               | 6.–8. März 1998                 | Magdeburg         | Wahlprogramm für die Bundestagswahl 1998, großes Medienecho folgt auf den „Fünf-Mark-Beschluss“ (Forderung, der Liter Benzin müsse fünf DM kosten); Verhandlungskommission (Bestimmungen für Koalitionsverhandlungen mit der SPD nach einem möglichen Wahlsieg)                                                                                          |
| 11.               | 23.–25. Oktober 1998            | Bonn              | Auswertung der Bundestagswahl, erstmals Beteiligung von Bündnis 90/Die Grünen an der Bundesregierung; Strukturreform (Anpassung der Parteistrukturen an die neuen Herausforderungen als Regierungspartei); Beratung und Verabschiedung des Koalitionsvertrages mit der SPD; Aufhebung der Trennung von Amt und Mandat für Mitglieder der Bundesregierung |
| 12.               | 11.–13. Dezember 1998           | Leipzig           | Umfassende Satzungsdebatte, u. a. Einrichtung des neuen Gremiums Parteirat, für das es keine Trennung von Amt und Mandat gibt; Vorstandswahl: Gunda Röstel, Antje Radcke |
| 13.               | 5.–7. März 1999                 | Erfurt            | Aufstellung der Wahlliste zur Europawahl 1999 mit den Spitzenkandidaten Heide Rühle, Friedrich-Wilhelm Graefe zu Baringdorf, Hiltrud Breyer, Wolfgang Kreissl-Dörfler, Ilka Schröder, Ozan Ceyhun, Elisabeth Schroedter, Frieder Otto Wolf, Edith Müller, Klaus-Dieter Feige                                                                             |
| außer- ordentlich | 13. Mai 1999                    | Bielefeld         | Resolution zu Kosovokrieg/Jugoslawienkriege mit einer emotional aufgeladenen Debatte und einem Farbbeutelanschlag auf Joschka Fischer |
| 14.               | 17.–19. März 2000               | Karlsruhe         | Beschluss zum Ausstieg aus der Atomenergie |
| 15.               | 23./24. Juni 2000               | Münster           | Vorstandswahl: Renate Künast, Fritz Kuhn; beträchtliche Kurskorrekturen; zum strategischen Zentrum wurde der Parteirat, nachdem für diesen die Trennung von Amt und Mandat aufgehoben wurde, so dass die wichtigsten Akteure der Bundesregierung, der Fraktion, des Bundesvorstands und der Länder nun ein gemeinsames Gremium hatten                    |
| 16.               | 9.–11. März 2001                | Stuttgart         | Vorstandswahl: Claudia Roth, Fritz Kuhn |
| 17.               | 24./25. November 2001           | Rostock           | Aufnahme der Grünen Jugend in die Bundespartei |
| 18.               | 17. März 2002                   | Berlin            | Beschluss des Grundsatzprogramms Die Zukunft ist grün mit einer Mehrheit von 90 %; es tritt an die Stelle des Bundesprogramms aus dem Jahr 1980 |
| 19.               | 4./5. Mai 2002                  | Wiesbaden         | Programm der Bundestagswahl am 22. September 2002 |
| 20.               | 18./19. Oktober 2002            | Bremen            | Beschluss zur Annahme des Koalitionsvertrages mit der SPD; Debatte um Aufhebung der Trennung von Amt und Mandat; bei der Abstimmung wird eine satzungsändernde 2/3-Mehrheit um 20 Stimmen verfehlt |
| 21.               | 7./8. Dezember 2002             | Hannover          | Vorstandswahlen: Angelika Beer und Reinhard Bütikofer; Claudia Roth und Fritz Kuhn treten nicht wieder an, nachdem die Bundesdelegiertenkonferenz einen Antrag auf Abschaffung der Trennung von Amt und Mandat mit knapper Sperrminorität ablehnt |
| außer- ordentlich | 14./15. Juni 2003               | Cottbus           | Beschlüsse: Arbeitsmarkt und Sozialpolitik; Grüne Reformpolitik und Agenda 2010; Arbeitsmarktreform Hartz IV; Masterplan zur Bekämpfung von Jugendarbeitslosigkeit und Jugendausbildungslosigkeit |
| 22.               | 28.–30. November 2003           | Dresden           | Aufstellung der Wahlliste zur Europawahl 2004; Beschlüsse: Wahlprogramm zur Europawahl |
| 23.               | 2./3. Oktober 2004              | Kiel              | Vorstandswahl: Claudia Roth und Reinhard Bütikofer; diese Wahl war möglich, da eine Urabstimmung die bisher strikte Trennung von Amt und Mandat gelockert hatte und nun ein Drittel der Bundesvorstandsmitglieder auch Mitglieder des Bundestages sein können                                                                                            |
| 24.               | 9./10. Juli 2005                | Berlin            | Wahlprogramm zur Bundestagswahl 2005 |
| 25.               | 15. Oktober 2005                | Oldenburg         | |
| 26.               | 1.–3. Dezember 2006             | Köln              | Vorstandswahlen: Claudia Roth und Reinhard Bütikofer |
| außer- ordentlich | 15. September 2007              | Göttingen         | Sonderparteitag zu Afghanistan |
| 27.               | 23.–25. November 2007           | Nürnberg          | |
| 28.               | 14.–16. November 2008           | Erfurt            | |
| 29.               | 23.–25. Januar 2009             | Dortmund          | Wahlprogramm zur Europawahl 2009; Listenaufstellung zur Europawahl |
| 30.               | 8. Mai 2009                     | Berlin            | Wahlprogramm zur Bundestagswahl 2009 |
| 31.               | 24./25. Oktober 2009            | Rostock           | |
| 32.               | 19.–21. November 2010           | Freiburg          | |
| außer- ordentlich | 25. Juni 2011                   | Berlin            | Debatte um die Energiewende und den Atomausstieg der Bundesrepublik Deutschland nach der Nuklearkatastrophe von Fukushima |
| 33.               | 25.–27. November 2011           | Kiel              | |
| 34.               | 16.–18. November 2012           | Hannover          | |
| 35.               | 26.–28. April 2013              | Berlin            | Wahlprogramm zur Bundestagswahl 2013 mit dem Titel „Zeit für den grünen Wandel“ wurde ohne Gegenstimme bei einer Enthaltung angenommen; es markierte einen deutlichen Linksruck der Partei. |
| 36.               | 18.–20. Oktober 2013            | Berlin            | Neuwahl von Parteivorstand und Parteirat, Simone Peter und Cem Özdemir als Vorsitzende gewählt. |
| 37.               | 7.–9. Februar 2014              | Dresden           | |
| 38.               | 21.–23. November 2014           | Hamburg           | Ernährungs- und Landwirtschaftspolitik |
| 39.               | 20.–22. November 2015           | Halle (Saale)     | Einwanderungsgesellschaft, Familien- und Arbeitszeitpolitik, geschlechtergerechte Sprache (Genderstern) |
| 40.               | 11.–13. November 2016           | Münster           | |
| 41.               | 16.–18. Juni 2017               | Berlin            | Wahlprogramm zur Bundestagswahl 2017 mit dem Titel „Zukunft wird aus Mut gemacht“ |
| 42.               | 25. November 2017               | Berlin            | Konsequenzen der Bundestagswahl 2017 und der gescheiterten Sondierungsgespräche mit dem Ziel einer Jamaika-Koalition |
| außer- ordentlich | 26.–27. Januar 2018             | Hannover          | Wahlen eines Bundesvorstands und eines Parteirats, wegen der gescheiterten Koalitionsbildung ins neue Jahr verschoben |
| 43.               | 9.–11. November 2018            | Leipzig           | Wahlprogramm zur Europawahl 2019, Listenaufstellung zur Europawahl |
| 44.               | 15.–17. November 2019           | Bielefeld         | |
| 45.               | 20.–22. November 2020           | Karlsruhe digital | Coronabedingt als digitale Versammlung, neues Grundsatzprogramm 2020 ersetzt das Programm von 2002 |
| 46.               | 11.–13. Juni 2021               | Berlin digital    | Coronabedingt als zweiter digitaler Parteitag, Beschluss des Wahlprogramms zur Bundestagswahl 2021 und Nominierung von Robert Habeck und Annalena Baerbock als Spitzenkandidaten und als Kanzlerkandidatin der Grünen |
| 47.               | 28.–29. Januar 2022             | Berlin digital    | Coronabedingt als dritter digitaler Parteitag, Wahl von Bundesvorstand und Parteirat, Beratung über Änderungen an der Satzung |
| 48.               | 14.–16. Oktober 2022            | Bonn              | Beschluss über Waffenlieferungen an die Ukraine, Beschluss über Laufzeitverlängerung von AKWs, Beschluss über den Tagebau von Kohle am Garzweiler in Lützerath |
| 49.               | 23.–26. November 2023           | Karlsruhe         | Wahl von Bundesvorstand und Parteirat, Aufstellung der Kandidierendenliste für die Europawahl 2024, Beschluss des Programms für die Europawahl 2024, Diskussion über Migration; mit 4 Tagen die bisher längste BDK |
| 50.               | 15.–17. November 2024           | Wiesbaden         | Wahl von Franziska Brantner und Felix Banaszak als Vorsitzende, Beschlüsse zu Erbschaftssteuer, Wahl von Robert Habeck als Kanzlerkandidaten der Grünen |
| außer- ordentlich | 26. Januar 2025                 | Berlin            | Beschluss des Programms für die Bundestagswahl 2025 |

## Bundesversammlungen der Vorgängerorganisationen 1979–1993

### Sonstige Politische Vereinigung „Die Grünen“ 1979
| Nr. | Datum               | Ort               | Wichtige Beschlüsse, Vorstandswahlen, Besonderheiten |
| --- | ------------------- | ----------------- | --- |
| 1.  | 17./18. März 1979   | Frankfurt am Main | Gründung der Sonstigen Politischen Vereinigung mit Delegierten von GAZ, AUD und GLU; Vorstandswahl: Herbert Gruhl (GAZ), August Haußleiter (AUD), Helmut Neddermeyer (GLU); Teilnahme an der Europawahl am 10. Juni 1979 mit den Spitzenkandidaten Petra Kelly, Roland Vogt, Jürgen Marquardt, Baldur Springmann, Joseph Beuys, Georg Otto, Maria Nikola, Eva Quistorp, Erna Lämmermann, Carl Amery |
| 2.  | 24. Juni 1979       | Kassel            | Erfahrungsaustausch unter den Grünen nach den Europawahlen über die bisherige politische Arbeit und Ausblick auf die weitere Zusammenarbeit der Grünen. Schaffung der Voraussetzungen für spätere Entscheidungen einer Mitgliederversammlung. |
| 3.  | 3.–4. November 1979 | Offenbach         | Modalitäten für die Parteigründung (Delegiertenschlüssel, Termin für Satzungsfragen, Programm-Grundlagen, Übergangsregelung für Doppelmitgliedschaften); Festlegung des Namens der zukünftigen Partei („Die Grünen“) und Termin des Gründungsparteitags; Einrichtung von Ökofonds |

### Die Grünen 1980–1993
| Nr.               | Datum                  | Ort                   | Wichtige Beschlüsse, Vorstandswahlen, Besonderheiten |
| ----------------- | ---------------------- | --------------------- | --- |
| 1.                | 12./13. Januar 1980    | Karlsruhe             | Gründungsversammlung mit 1004 Delegierten aus den Mitgliedsverbänden der Sonstigen Politischen Vereinigung (SPV) „Die Grünen“, Konstituierung der Bundespartei „Die Grünen“, Gründungsbeschluss wird mit Zweidrittelmehrheit von 875 gegen 53 bei 12 Enthaltungen gefasst; Satzung; das Europawahlprogramm der SPV bleibt in Kraft bis ein neues Programm der Partei verabschiedet wurde; Vorstand der SPV bleibt bis zur satzungsgemäßen Neuwahl im Amt |
| 2.                | 21.–23. März 1980      | Saarbrücken           | Verabschiedung des Bundesprogramms, inkl. des umstrittenen Beschlusses über eine Milderung der Paragraphen 174 und 176 StGB zur Sexualität mit Kindern; Vorstandswahl: August Haußleiter, Petra Kelly, Norbert Mann |
| 3.                | 21./22. Juni 1980      | Dortmund              | Beschluss zur Teilnahme an der Bundestagswahl 1980, Verabschiedung einer Wahlplattform; Rücktritt von August Haußleiter als Sprecher, für ihn wird Dieter Burgmann gewählt |
| 4.                | 2.–4. Oktober 1981     | Offenbach             | Vorstandswahl: Dieter Burgmann, Manon Maren-Grisebach, Petra Kelly |
| 5.                | 12.–14. November 1982  | Hagen                 | Erklärung der Grünen zur Wirtschaftspolitik, Hagener Beschluss zur Zusammenarbeit mit anderen Parteien; Vorstandswahl: Manon Maren-Grisebach, Wilhelm Knabe, Rainer Trampert |
| außer- ordentlich | 15./16. Januar 1983    | Sindelfingen          | „Sindelfinger Beschlüsse“ zur Arbeit der grünen Bundestagsabgeordneten und ihren Nachrücker: Diätenregelung, Rotation und Basisanbindung; Verabschiedung des Programms „Sinnvoll arbeiten, solidarisch leben“ |
| außer- ordentlich | 4.–5. Juni 1983        | Hannover              | Auswertung der Bundestagswahl; Strategie-Debatte mit Grundsatzreferaten u. a. von Rudolf Bahro, Rainer Trampert |
| 6.                | 18.–20. November 1983  | Duisburg              | Erklärung zur Friedenspolitik „Auflösung der Militärblöcke – Raus aus der NATO!“; Vertrag über Beziehungen zwischen Bundespartei und Alternativen Liste Berlin; Vorstandswahl: Wilhelm Knabe, Rebekka Schmidt, Rainer Trampert |
| außer- ordentlich | 3./4. März 1984        | Karlsruhe             | Verabschiedung des Programms der Grünen zur Europawahl 1984; Wahl der Spitzenkandidaten Friedrich-Wilhelm Graefe zu Baringdorf, Brigitte Heinrich, Benny Härlin, Undine von Blottnitz, Frank Schwalba-Hoth, Michael Klöckner, Dorothee Piermont, Wilfried Telkämper, Wolfgang von Nostitz, Jakob von Uexküll |
| 7.                | 7.–9. Dezember 1984    | Hamburg               | Beschluss über die Aufgaben von Vorständen in der Partei, Debatte über Perspektiven Grüner Politik; Vorstandswahl: Lukas Beckmann, Jutta Ditfurth, Rainer Trampert |
| außer- ordentlich | 22./23. Juni 1985      | Hagen                 | |
| 8.                | 13.–15. Dezember 1985  | Offenburg             | Aufnahme der Alternativen Liste Berlin als Berliner Landesverband der Grünen; Abwahlanträge gegen die drei Sprecher im Bundesvorstand werden abgelehnt |
| 8. (Fortsetzung)  | 15./16. Februar 1986   | Hagen                 | |
| außer- ordentlich | 15.–19. Mai 1986       | Hannover              | Verabschiedung des Wahlprogramms zur Bundestagswahl 1987; Satzungsänderungen (Delegiertenschlüssel zu Bundesversammlungen, Frauenparität für Parteiämter und Wahllisten); Beschlüsse und Resolutionen zur Katastrophe von Tschernobyl; Modifikation des Rotationsbeschlusses |
| außer- ordentlich | 26.–28. September 1986 | Nürnberg              | Einsetzung einer Stiftungskommission zur Gründung einer grün-nahen politischen Stiftung; Verabschiedung des Frauenstatuts |
| 9.                | 1.–3. Mai 1987         | Duisburg              | Beschluss zu Professionalisierung und Aufwandsentschädigung des Bundesvorstands; Vorstandswahl: Jutta Ditfurth, Regina Michalik, Christian Schmidt |
| außer- ordentlich | 19.–20. September 1987 | Oldenburg             | Grundsatzbeschluss über Gründung einer grün-nahen politischen Stiftung |
| 10.               | 25.–27. März 1988      | Ludwigshafen am Rhein | Anerkennung des Stiftungsverbands Regenbogen mit drei Einzelstiftungen als grün-nahe politische Stiftung (FrauenAnstiftung, Heinrich-Böll-Stiftung, Buntstift) |
| außer- ordentlich | 2.–4. Dezember 1988    | Karlsruhe             | teilweise Verabschiedung des Europa-Wahlprogramms und Wahl der fünf Spitzenkandidaten: Rudolf Kawczynski, Dorothee Piermont, Friedrich-Wilhelm Graefe zu Baringdorf, Claudia Roth, Karl Partsch; Rücktritt des gesamten Bundesvorstands; Beschluss zur Einsetzung des Bundeshauptausschusses als kommissarischen Bundesvorstand |
| 11.               | 3.–5. März 1989        | Duisburg              | Fortsetzung der Wahl der Kandidaten für die Europawahl; weitere Beschlüsse zum Europa-Wahlprogramm Vorstandswahl: Ralf Fücks, Ruth Hammerbacher, Verena Krieger |
| außer- ordentlich | 20.–21. Mai 1989       | Münster               | |
| außer- ordentlich | 17.–19. November 1989  | Saarbrücken           | |
| außer- ordentlich | 30. März–1. April 1990 | Hagen                 | Verabschiedung des Wahlprogramms für die Bundestagswahl 1990; Deutschlandpolitische Erklärung; Beschluss zur Bündnispolitik mit Bürgerrechtsgruppen der DDR; Resolution: Kein Anschluss der DDR nach Artikel 23 GG; Finanzbeschluss: Diäten Bundestagsabgeordnete |
| 12.               | 8.–10. Juni 1990       | Dortmund              | Erklärung zur aktuellen Diskussion um gesamtdeutsche Wahlen; Erklärung zum Staatsvertrag und zur Deutschlandpolitik; Resolution Demokratiebewegung in China; Vorstandswahl: Renate Damus, Heide Rühle, Christian Ströbele |
| außer- ordentlich | 22./23. September 1990 | Bayreuth              | Zusammenschluss mit der Grünen Partei in der DDR; Verabschiedung Wahlplattform Bündnis 90 |
| 13.               | 26.–28. April 1991     | Neumünster            | Satzungsänderungen: Einrichtung Länderrat, Verkleinerung Bundesvorstand, Abschaffung Rotation für den Bundesvorstand, Trennung politische und organisatorische Geschäftsführung, Regelungen zur Urabstimmung; erforderliche 2/3-Mehrheit zur Abschaffung der Trennung von Amt und Mandat um neun Stimmen verfehlt; „Erklärung von Neumünster“ (Anstoß eines Reform- und Erneuerungsprozesses der Partei nach der verlorenen Bundestagswahl) Jutta Ditfurth und rund 40 weitere Grüne verlassen demonstrativ den Parteitag und die Partei und gründen die spätere Kleinstpartei Ökologische Linke Vorstandswahl: Christine Weiske, Ludger Volmer |
| 13. (Fortsetzung) | 8./9. Juni 1991        | Köln                  | Strukturdebatte |
| 14.               | 15.–17. Mai 1992       | Berlin                | Beschluss zur Aufnahme der Assoziationsverhandlungen mit dem Bündnis 90; Konzept Stiftungsverband Regenbogen. Erste BDK auf dem Gebiet der ehemaligen DDR (Berlin-Hohenschönhausen). |
| außer- ordentlich | 16./17. Januar 1993    | Hannover              | Beschluss über den Text des Assoziationsvertrages zwischen Bündnis 90 und Die Grünen, der den Mitgliedern zur Urabstimmung vorgelegt werden soll |

### Grüne Partei in der DDR 1989–1990
| Nr.                         | Datum                 | Ort           | Wichtige Beschlüsse, Vorstandswahlen, Besonderheiten |
| --------------------------- | --------------------- | ------------- | --- |
| 6. Berliner Ökologieseminar | 24.–26. November 1989 | Berlin        | Konstituierung der Grünen Partei der DDR; dem ging ein Gründungsaufruf für eine Grüne Partei der DDR am 5. November 1989 voraus; Wahl eines vorläufigen Sprecherrats: Marianne Dörfler, Carlo Jordan, Gerd Klötzer, Vollrad Kuhn, Henry Schramm, Christine Weiske, Mario Hamel (Finanzpolitischer Sprecher)                           |
| Gründungs- parteitag        | 9.–11. Februar 1990   | Halle (Saale) | Halle: Verabschiedung des Grundsatzprogramms („Hallenser Programm“); Debatte über ein Wahlbündnis zur Volkskammerwahlen am 18. März 1990, das später mit dem Unabhängigen Frauenverband (UFV) zustande kommt; Vorstandswahl: Christine Weiske, Friedrich Heilmann, Judith Demba, Dorit Nessing-Stranz, Henry Schramm, Viktor Liebrenz |
| 2.                          | 7.–9. September 1990  | Magdeburg     | Umbenennung der Partei in „Die Grünen“; Beschluss, am 2. Dezember 1990 einen gemeinsamen Bundesverband mit Die Grünen (West) zu bilden; Wahl der Mitglieder des künftigen Bundesvorstandes der Grünen: Christine Weiske, Friedrich Heilmann                                                                                           |

### Bündnis 90 1991–1993
| Nr.                  | Datum                  | Ort      | Wichtige Beschlüsse, Vorstandswahlen, Besonderheiten |
| -------------------- | ---------------------- | -------- | --- |
| Gründungs- konferenz | 21.–22. September 1991 | Potsdam  | Das Bündnis 90 gründet sich formell als Partei (für die Volkskammerwahl am 18. März 1990 und für die Bundestagswahl am 2. Dezember 1990 bestand das Bündnis 90 bereits als Listenvereinigung); Demokratie Jetzt, die Initiative Frieden und Menschenrechte sowie Teile des Neuen Forum vereinigen sich zur Partei Bündnis 90 |
| 1.                   | 1.–3. Mai 1992         | Berlin   | Beschluss über einen Zusammenschluss mit den Grünen, Konstituierung einer Verhandlungskommission |
| außer- ordentlich    | 16.–17. Januar 1993    | Hannover | Beschluss über den Text des Assoziationsvertrages zwischen Bündnis 90 und Die Grünen, der den Mitgliedern zur Urabstimmung vorgelegt werden soll |